# Campeonato Europeo de Hockey sobre Hierba Femenino de 2023
El XVI Campeonato Europeo de Hockey sobre Hierba Femenino se celebró en Mönchengladbach (Alemania) entre el 18 y el 26 de agosto de 2023 de 2023 bajo la denominación EuroHockey Femenino 2023. El evento fue organizado por la Federación Europea de Hockey sobre Hierba (EHF) y la Federación Alemana de Hockey sobre Hierba. Paralelamente se celebró el XIX Campeonato Europeo de Hockey sobre Hierba Masculino.
Los partidos se realizaron en el Warsteiner HockeyPark de la ciudad alemana.
Un total de ocho selecciones nacionales afiliadas a la EHF compitieron por el título de campeón europeo, cuyo anterior portador era el equipo de los Países Bajos, vencedor del EuroHockey 2021. 
La selección de los Países Bajos se adjudicó la medalla de oro al derrotar en la final al equipo de Bélgica con un marcador de 3-1. En el partido por el tercer puesto el conjunto de Alemania venció al de Inglaterra.

## Grupos
| Grupo A      | Grupo B    |
| ------------ | ---------- |
| Países Bajos | Inglaterra |
| Bélgica      | Alemania   |
| España       | Irlanda    |
| Italia       | Escocia    |

## Fase preliminar
- Todos los partidos en la hora local de Alemania (UTC+2).

### Grupo A
| Equipo       | J | G | E | P | GF | GC | DG  | PTS |
| ------------ | - | - | - | - | -- | -- | --- | --- |
| Países Bajos | 3 | 3 | 0 | 0 | 12 | 1  | +11 | 9   |
| Bélgica      | 3 | 2 | 0 | 1 | 11 | 2  | +9  | 6   |
| España       | 3 | 1 | 0 | 2 | 3  | 10 | -7  | 3   |
| Italia       | 3 | 0 | 0 | 3 | 0  | 13 | -13 | 0   |

- Resultados

| Fecha | Hora  | Partido      | Partido | Partido      | Resultado |
| ----- | ----- | ------------ | ------- | ------------ | --------- |
| 19.08 | 11:00 | Bélgica      | -       | Italia       | 6-0       |
| 19.08 | 13:15 | Países Bajos | -       | España       | 5-1       |
| 20.08 | 15:00 | Bélgica      | -       | Países Bajos | 0-2       |
| 20.08 | 19:45 | España       | -       | Italia       | 2-0       |
| 22.08 | 14:45 | Países Bajos | -       | Italia       | 5-0       |
| 22.08 | 17:00 | España       | -       | Bélgica      | 0-5       |

### Grupo B
| Equipo     | J | G | E | P | GF | GC | DG  | PTS |
| ---------- | - | - | - | - | -- | -- | --- | --- |
| Alemania   | 3 | 3 | 0 | 0 | 14 | 0  | +14 | 9   |
| Inglaterra | 3 | 2 | 0 | 1 | 8  | 5  | +3  | 6   |
| Irlanda    | 3 | 1 | 0 | 2 | 5  | 8  | -3  | 3   |
| Escocia    | 3 | 0 | 0 | 3 | 0  | 14 | -14 | 0   |

- Resultados

| Fecha | Hora  | Partido    | Partido | Partido    | Resultado |
| ----- | ----- | ---------- | ------- | ---------- | --------- |
| 18.08 | 17:00 | Inglaterra | -       | Irlanda    | 3-0       |
| 18.08 | 19:30 | Alemania   | -       | Escocia    | 4-0       |
| 19.08 | 20:15 | Irlanda    | -       | Escocia    | 5-0       |
| 20.08 | 17:30 | Alemania   | -       | Inglaterra | 5-0       |
| 22.08 | 12:30 | Inglaterra | -       | Escocia    | 5-0       |
| 22.08 | 19:30 | Irlanda    | -       | Alemania   | 0-5       |

## Fase final
- Todos los partidos en la hora local de Alemania (UTC+2).

|  | Semifinales  | Semifinales  |   |            | Final        | Final        |  |
|  | 24 de agosto | 24 de agosto |   |            | 26 de agosto | 26 de agosto |  |
|  |              |              |   |            |              |              |  |
|  |              |              |   |            |              |              |  |
|  | Países Bajos | 7            |   |            |              |              |  |
|  | Inglaterra   | 0            |   |            |              |              |  |
|  |              |              |   |            |              |              |  |
|  |              |              |   |            |              |              |  |
|  |              |              |   |            | Países Bajos | 3            |  |
|  |              | Bélgica      | 1 |            |              |              |  |
|  |              |              |   |            |              |              |  |
|  |              |              |   |            |              |              |  |
|  |              |              |   |            | Tercer lugar |              |  |
|  |              |              |   |            |              |              |  |
|  | Alemania     | 0            |   | Inglaterra | 0            |              |  |
|  | Bélgica      | 1            |   |            | Alemania     | 3            |  |

### Semifinales
| Fecha | Hora  | Partido      | Partido | Partido    | Resultado |
| ----- | ----- | ------------ | ------- | ---------- | --------- |
| 24.08 | 17:00 | Países Bajos | -       | Inglaterra | 7-0       |
| 24.08 | 20:00 | Alemania     | -       | Bélgica    | 0-1       |

### Tercer lugar
| Fecha | Hora  | Partido    | Partido | Partido  | Resultado |
| ----- | ----- | ---------- | ------- | -------- | --------- |
| 26.08 | 12:15 | Inglaterra | -       | Alemania | 0-3       |

### Final
| Fecha | Hora  | Partido      | Partido | Partido | Resultado |
| ----- | ----- | ------------ | ------- | ------- | --------- |
| 26.08 | 14:45 | Países Bajos | -       | Bélgica | 3-1       |

## Medallero
| Países Bajos | Bélgica | Alemania |
| Felice Albers Joosje Burg Pien Dicke Luna Fokke Margot van Geffen Yibbi Jansen Josine Koning Sanne Koolen Renée van Laarhoven Frédérique Matla Freeke Moes Laura Nunnink Lisa Post Pien Sanders Marijn Veen Anne Veenendaal Maria Verschoor Xan de Waard | Camille Belis Vanessa Blockmans Stéphanie Vanden Borre Hélène Brasseur Lucie Breyne Aisling D'Hooghe Charlotte Englebert Alix Gerniers Delphine Marien Barbara Nelen Emma Puvrez Justine Rasir Abigail Raye Elena Sotgiu Michelle Struijk Judith Vandermeiren Louise Versavel Emily White | Jette Fleschütz Hanna Granitzki Pauline Heinz Kira Horn Viktoria Huse Stine Kurz Nike Lorenz Lena Micheel Lisa Nolte Selin Oruz Cécile Pieper Noelle Rother Anne Schröder Julia Sonntag Charlotte Stapenhorst Linnea Weidemann Amelie Wortmann Sonja Zimmermann |
| Paul van Ass (seleccionador) | Raoul Ehren (seleccionador) | Valentin Altenburg (seleccionador) |

## Estadísticas

### Clasificación general
| 1. Países Bajos |
| 2. Bélgica      |
| 3. Alemania     |
| 4. Inglaterra   |
| 5. Irlanda      |
| 6. España       |
| 7. Escocia      |
| 8. Italia       |

### Máximas goleadoras
| Núm. | Jugador             | País         | Goles |
| ---- | ------------------- | ------------ | ----- |
| 1    | Yibbi Jansen        | Países Bajos | 7     |
| 2    | Frédérique Matla    | Países Bajos | 5     |
| 2    | Sonja Zimmermann    | Alemania     | 5     |
| 4    | Pien Dicke          | Países Bajos | 4     |
| 4    | Charlotte Englebert | Bélgica      | 4     |
| 4    | Jette Fleschütz     | Alemania     | 4     |
| 4    | Tessa Howard        | Inglaterra   | 4     |

Fuente: 

### Equipo más goleador
| Núm. | Equipo       | Goles |
| ---- | ------------ | ----- |
| 1    | Países Bajos | 22    |
| 2    | Alemania     | 17    |
| 3    | Bélgica      | 13    |
| 4    | Inglaterra   | 8     |
| 4    | Irlanda      | 8     |

Fuente: 